# Командный Чемпионат СССР по спидвею 1963
| М  | Команда                     | Матч | Очки |
| -- | --------------------------- | ---- | ---- |
| 1  | «СКА», г. Львов             |      | 493  |
| 2  | «Башкирия», г. Уфа          |      | 480  |
| 3  | «Сирена», г. Москва         |      | 395  |
| 4  | «Радуга», г. Ровно          |      | 390  |
| 5  | «Салават», г. Салават       |      | 330  |
| 6  | «Спартак», г. Москва        |      | 317  |
| 7  | «СКА-2», г. Львов           |      | 315  |
| 8  | «Калев», г. Таллин          |      | 288  |
| 9  | «Уфа», г. Уфа               |      | 287  |
| 10 | «Нева», г. Ленинград        |      | 268  |
| 11 | «Восток», г. Владивосток    |      | 236  |
| 12 | «Нефтяник», г. Уфа          |      | 236  |
| 13 | «Карпаты», г. Львов         |      | 179  |
| 14 | «Спартак», г. Уфа           |      | 177  |
| 15 | «Чайка», г. Московская обл. |      | 158  |
| 16 | «Девон», г. Уфа             |      | 52   |
| 17 | «СКА-3», г. Львов           |      | 24   |
| 18 | «Орёл», г. Орёл             |      | 15   |
| 19 | «Грузия», г. Тбилиси        |      | 3    |

## Медалисты
| «СКА», г. Львов     | В.Шило, К.Кришталь, А.Грузинцев, Г.Куриленко                        |
| «Башкирия», г. Уфа  | Л.Дробязко, Б.Самородов, Ф.Шайнуров, Ю.Чекранов, Г.Кадыров, Ф.Ивлев |
| «Сирена», г. Москва | В.Нерытов, В.Кузнецов, В.Сорокин, Е.Плотников, Ю.Оленев             |